# Hans Christoph Grigoleit
Hans Christoph Grigoleit (* 1964 in Ratingen) ist ein deutscher Rechtswissenschaftler. Er ist seit 2009 ordentlicher Professor für Bürgerliches Recht, Handels- und Gesellschaftsrecht sowie Privatrechtstheorie an der Ludwig-Maximilians-Universität München.

## Leben
Grigoleit wuchs in Grafenau (Württemberg) auf. Nach dem Abitur am Goldberg-Gymnasium in Sindelfingen studierte Grigoleit von 1984 bis 1989 an den Universitäten Tübingen und München Rechtswissenschaften. 1989 legte er in München die Erste Juristische Staatsprüfung ab. Dem folgte ein LL.M. in Miami sowie die Zulassung zum „attorney at law“ in New York. 1993 legte er die Zweite Juristische Staatsprüfung vor dem Bayerischen Landesjustizprüfungsamt nach Ableistung des juristischen Vorbereitungsdienstes im Bezirk des OLG München ab.
Von 1993 bis 2003 war Grigoleit wissenschaftlicher Mitarbeiter bei Claus-Wilhelm Canaris in München. Er wurde 1997 promoviert mit einer Dissertation zum Thema Vorvertragliche Informationshaftung – Vorsatzdogma, Rechtsfolgen, Schranken. 2003 habilitierte er sich ebenfalls in München mit der Schrift Gesellschafterhaftung für interne Einflussnahme im Recht der GmbH – Dezentrale Gewinnverfolgung als Leitprinzip des dynamischen Gläubigerschutzes und erhielt die Venia legendi für
Bürgerliches Recht, Europäisches Privatrecht, Handels- und Gesellschaftsrecht, Zivilverfahrensrecht.
Ab 2003 war Grigoleit ordentlicher Professor für Bürgerliches Recht, Handels- und Gesellschaftsrecht und Europäisches Privatrecht an der Universität Regensburg. 2009 trat er die Nachfolge von Canaris auf dem Lehrstuhl für Bürgerliches Recht, Handels- und Gesellschaftsrecht, Privatrechtstheorie an der Universität München an.

## Veröffentlichungen (Auswahl)
- Vorvertragliche Informationshaftung. Vorsatzdogma, Rechtsfolgen, Schranken, München 1997 (Dissertation).
- Gesellschafterhaftung für interne Einflussnahme im Recht der GmbH. Dezentrale Gewinnverfolgung als Leitprinzip des dynamischen Gläubigerschutzes, München 2006 (Habilitationsschrift).
- GmbH-Recht nach dem MoMiG, München 2009 (zusammen mit Markus Rieder).
- Revision des Verbraucher-acquis, Tübingen 2011 (zusammen mit Horst Eidenmüller, Florian Faust, Nils Jansen, Gerhard Wagner, Reinhard Zimmermann).
- Aktiengesetz: AktG. Kommentar, München 2013.
- Beck’sches Examinatorium Zivilrecht
  - Allgemeiner Teil, 3. Aufl., München 2015 (zusammen mit Carsten Herresthal).
  - Schuldrecht III. Bereicherungsrecht, 2. Aufl., München 2016 (zusammen mit Marietta Auer).
  - Schuldrecht IV. Deliktsrecht und Schadensrecht, 2. Aufl., München 2017 (zusammen mit Thomas Riehm).
- Der Verbraucheracquis und die Entwicklung des Europäischen Privatrechts, AcP 210 (2010), S. 354–423.
- Anlegerschutz. Produktinformationen und Produktverbote, ZHR 177 (2013), S. 264–309.
- Zivilrechtliche Grundlagen der Wissenszurechnung, ZHR 181 (2017), S. 160–202.
- Methodik – Dogmatik – Teleologik, in: 2. FS Canaris, 2017, S. 241–279.

## Herausgeberschaften (Auswahl)
- Informationspflichten und Vertragsschluss im Acquis communautaire, Tübingen 2003 (hrsg. zusammen mit Reiner Schulze und Martin Ebers).
- Festschrift für Claus-Wilhelm Canaris zum 70. Geburtstag, 2 Bde., München 2007 (hrsg. zusammen mit Andreas Heldrich, Jürgen Prölss, Ingo Koller sowie Katja Langenbucher, Johannes Hager, Felix Christopher Hey, Jörg Neuner, Jens Petersen, Reinhard Singer).
- Unexpected Circumstances in European Contract Law. The Common Core of European Private Law (general editors: Mauro Bussani, Ugo Mattei), Cambridge u. a. 2011 (hrsg. zusammen mit Ewoud Hondius).
- Claus-Wilhelm Canaris, Gesammelte Schriften, 3 Bde., Berlin 2012 (hrsg. zusammen mit Jörg Neuner).
- Privatrechtsdogmatik im 21. Jahrhundert. Festschrift für Claus-Wilhelm Canaris zum 80. Geburtstag, Berlin 2017 (hrsg. zusammen mit Jens Petersen u. a.).